# (4520) Dovjenko
(4520) Dovjenko est un astéroïde de la ceinture principale.

## Description
(4520) Dovjenko est un astéroïde de la ceinture principale. Il fut découvert le 22 août 1977 à Naoutchnyï par Nikolaï Tchernykh. Il présente une orbite caractérisée par un demi-grand axe de 2,27 UA, une excentricité de 0,22 et une inclinaison de 4,3° par rapport à l'écliptique.

## Compléments